# Leśna Polana (Sopot)

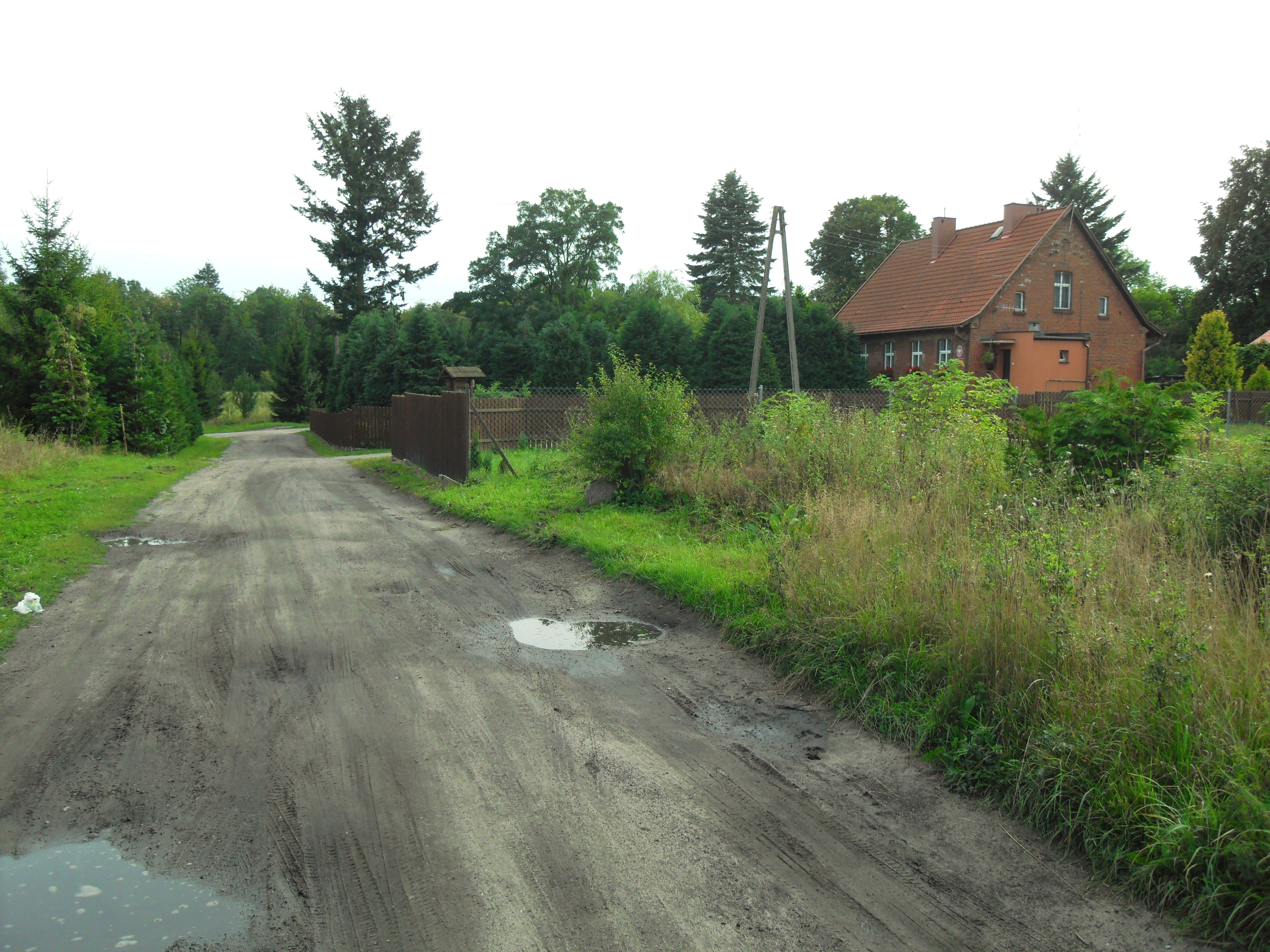
Leśna Polana

Leśna Polana (lub też Gręzowo, kaszb. Grãzowò, niem. Försterei Grenzlau, Gransovi 1178, Gransow 1235, Granissow 1398, Granschelow 1420) – zachodnie osiedle Sopotu otoczone z wszystkich stron Trójmiejskim Parkiem Krajobrazowym (w kompleksie leśnym Lasów Sopockich). Zachodnia granica osiedla jest równocześnie granicą administracyjną Gdyni i Sopotu (jest to historyczna granica Wolnego Miasta Gdańska).
Leśna Polana składa się z zabudowań leśniczówki i jest dostępna w ruchu samochodowym wyłącznie dla mieszkańców i pracowników leśnictwa. Leśne drogi spacerowe prowadzą m.in. Doliną Świemirowską w kierunku Świemirowa, a także do Wielkiej Gwiazdy, jak i do gdyńskiego Gołębiewa.